# Toki Pilioko

a Compétitions nationales et continentales officielles uniquement.

Dernière mise à jour le 27 mars 2024.
Toki Pilioko, né le 1er octobre 1995 à Nouméa, est un joueur français de rugby à XV qui évolue au poste de pilier.

## Biographie
Né dans une famille wallisienne, Toki Pilioko grandit à Nouméa. Alors qu'il pratique plutôt le volley-ball ou la pétanque, licencié dans un club de ce dernier sport, il découvre le rugby à l'âge de 17 ans, plus particulièrement le rugby à sept. Il est ainsi formé à Nouméa, au sein du club de Old Beans.
Encouragé par ses parents,, il quitte la Nouvelle-Calédonie pour rejoindre la métropole et intègre en 2013 le centre de formation du Stade aurillacois, club professionnel de 2e division,.
Il interprète dans le film Mercenaire, sorti en 2016, le personnage principal Soane Tokelau, un jeune wallisien de Nouvelle-Calédonie qui quitte les îles françaises du Pacifique pour pratiquer le rugby en métropole,. Pour participer au projet, il est mis en relation avec le réalisateur Sacha Wolff par l'intermédiaire de son oncle Laurent Pakihivatau, qui l'engage après un casting rapide, ; éloigné des terrains de sport à cause d'une blessure, il accepte le rôle. Le film est présenté à la Quinzaine des réalisateurs dans le cadre du Festival de Cannes 2016, où il est récompensé par le prix Label Europa Cinemas. Le rôle de Soane vaut à Pilioko d'être nommé en 2017 dans la catégorie du César du meilleur espoir masculin et du Prix Lumières du meilleur espoir masculin.
Après avoir repris sa carrière sportive, Pilioko est recruté à l'intersaison 2017 par le centre de formation de l'US Dax, toujours en 2e division. Il est appelé dans le groupe professionnel dès le mois de septembre, disputant alors ses premières minutes de jeu contre le RC Massy, en tant que titulaire,. Il continue son apprentissage au centre de formation pendant la saison 2018-2019. À l'issue de sa première saison en Fédérale 1, il prolonge pour une saison supplémentaire plus une optionnelle.
Au terme de la saison 2019-2020 interrompue par la pandémie de Covid-19 en France, il quitte le club et rejoint le RC bassin d'Arcachon ; la saison 2020-2021 est elle-même drastiquement raccourcie par la crise sanitaire.
Pilioko rejoint l'UA Gujan-Mestras voisine à l'intersaison 2021, en Fédérale 2,.
Deux ans plus tard, il quitte la Gironde pour faire son retour dans les Landes voisines, intégrant l'effectif du SA Hagetmau.